# Tove Ditlevsen
Tove Irma Margit Ditlevsen, född 14 december 1917 i Köpenhamn, död där 7 mars 1976, var en dansk författare, poet och journalist. I sitt författarskap hämtade hon inspiration från sitt eget liv och utvecklade en djup psykologisk insikt i kvinnors splittrade tillvaro. Hon är sedan 2015 en del av Dansk Litteraturs Kanon.

## Biografi
Ditlevsens föräldrar var Ditlev Nielsen Ditlevsen (1880–1972) och Kirstine Alfrida Mundus (1890–1965). Själv angav hon ofta 1918 som födelseår. Hon hade en äldre broder, Edvin. Hon växte upp i arbetarstadsdelen Vesterbro i Köpenhamn.
Fadern var från Jylland och son till en piga. Han kom som 16-åring till Köpenhamn där han i många år arbetade som eldare vid olika anläggningar. Han hade för miljön ovanligt stora litterära och andliga intressen. Han var socialist men hade djupt konservativa uppfattningar om sådant som gällde kön och barn. Modern skötte hemmet och var från Köpenhamns lägsta sociala skikt. Hon var repliksnabb, gladlynt och mer begränsad än maken. Mellan föräldrarna och dottern fanns ingen djupare förståelse och de kom att få stor betydelse för hennes konst i negativ betydelse. De kom att stå för svek och bristande omsorg för Tove.
Förväntningarna på Tove Ditlevsen var betydligt lägre än på brodern och i omgivningen var Jantelagen stark. Dessa omständigheter gjorde att dottern började skriva för att skapa ett eget, hemligt utrymme. Föräldrarnas frånvaro gjorde dock att hon under resten av livet var osäker och ångestfylld. Hon flyttade hemifrån vid 17 års ålder och fick plats i hushåll och kontor, efter att enbart gått nio år i skola vid Matthæusgades kommuneskole.
Under drygt 20 år, från 1956, arbetade hon som journalist och besvarade läsarfrågor i tidningen Familie Journalen.
Tove Ditlevsen var gift fyra gånger, först med Viggo F. Møller åren 1940–1942, redaktör för lyriktidskriften Vild Hvede, och därefter med Ebbe Munk 1942–1945 och med Carl Theodor Ryberg 1945–1950. Det längsta äktenskapet hade hon med Victor Andreasen åren 1951–1973. Ditlevsen fick tre barn: Helle (född 1943), Michael (född 1946) och Peter (född 1954). Via en av sina makar adopterade hon också dottern Trine (född 1946).
Ditlevsens tredje äktenskap var med en läkare som fick henne att bli narkoman. Drogerna åtföljdes av depressioner som drabbade hennes författarskap. Den fjärde mannen fick henne drogfri igen och de levde ett harmoniskt liv i Birkerød, där hon återupptog författandet. Dock fick hon tvångstankar och använde alkohol i övermått, något som förvärrade hennes redan svaga psykiska tillstånd. Hon gjorde flera självmordsförsök och lades in upprepade gånger på mentalsjukhus. 1976 begick hon självmord genom en överdos av sömntabletter.

## Författarskap
Tove Ditlevsen debuterade som lyriker 1937 i tidskriften Vild Hvede med dikten Til mit døde barn. Redaktör för tidskriften var Viggo F. Møller, som också blev hennes älskare och 1940 hennes förste make. Ditlevsen var då 22 år gammal, medan han var 52 år. Hennes första diktsamling, Pigesind, gavs ut 1939. Hon var med och grundade Unge Kunstneres Klub, vilket gav henne många kontakter med andra författare.
Till hennes kända verk hör romanen Man gjorde et barn fortræd ("Man har gjort ett barn illa") som kom ut 1941. Det var hennes första roman. Handlingen kretsade kring en kvinna som blivit sexuellt utnyttjad som barn. Boken fick goda recensioner. Dessutom skrev hon en serie självbiografiska romaner, till exempel Gift om narkomani och Ansigterne om hennes vistelse på mentalsjukhus. Hennes dikter har också fått stor spridning trots sin moderna form.
Ditlevsens författarskap har förknippats med den framväxande kvinnorörelsen, men även med arbetarlitteratur.

### Lyrik
Tove Ditlevsen fortsatte att skriva dikt efter debuten med Pigesind 1939, ett verk som innehöll 32 dikter. Hennes andra diktsamling Lille verden (1942) kretsar kring ämnen som blev centrala i författarskapet: om lycka eller brist på lyckan, om brustna illusioner, om förlorad ungdom, om sorg och längtan. Blinkende lygter (1947) gavs ut i en för en diktsamling väldigt stor upplaga om 10 000 exemplar och dikterna tar upp Ditlevsens vanliga ämnen.
Kvindesind (1955) förde vidare Ditlevsens kvinnoteman om kärlekens ombytlighet och rädslan att mista barn och älskade. Diktsamlingen är en milstolpe i Ditlevsens lyrik och röjer en smärtsam insikt om kärlekens villkor och om bortslösade möjligheter i livet. Lyriken präglas fortfarande av en traditionell diktform med korta strofer, rim och melodisk rytm. Den traditionella formen tilltalade en stor och trofast publik.

### Romaner
Tove Ditlevsens romaner och noveller gestaltar två avgränsade ämnen. Det ena handlar om barn och unga, om deras kamp att förstå vem de är, och om deras desperata hopp om att få del av de vuxnas kärlek. Det andra området handlar om äktenskap och generationsproblem.
Ditlevsens romandebut Man har gjort ett barn illa (Man gjorde et barn fortræd 1941) och de efterföljande fortsätter en tradition från 1930-talets sociala litteratur, men utvecklar den genom att levandegöra den enskilda människans själsliga tillstånd.
Barndomens gata (Barndommens gade 1943) är Ditlevsens mest älskade och lästa bok. Här beskriver hon 1930-talets arbetarkvarter Vesterbro i Köpenhamn och det är själva gatan som är den egentliga huvudpersonen. Framställningen balanserar mellan fiktion och självupplevda minnen. I fokus står flickan Ester och hennes drömmar om lycka och beroende av de människor hon försöker frigöra sig från.
I romanen En annan man och mor (For barnets skyld 1946) är barnet också i centrum. Handlingen utspelar sig i Danmark under andra världskriget och skildrar en skilsmässa och dess verkningar. En ensamstående mor försöker skapa en ny tillvaro för sin halvvuxna dotter och sig själv. Men de bägges intressen går isär när hon träffar en ny man som är involverad i motståndsrörelsen. Dottern slår bakut och hennes exmake blandar sig i "för barnets skuld".
Vi har kun hinanden (1954) är en roman som utspelar sig i småborgerlig miljö. Den handlar om förhållandet mellan olika människor; mellan ett nyförälskat par, mellan mor och son, mellan far och dotter och ett par som varit gifta i många är.
Två som älskar varandra (To som elsker hinanden 1960) skrevs på beställning av Danmarks Radio och fick översvallande kritik i pressen. Ett triangeldrama utspelas mellan en medelålders man, hans självuppoffrande fru som blir gravid samtidigt som mannen har en förbindelse med en ung flicka. Kvinnorna skildras med större inlevelse medan mannen är mer karikerad. Romanen döljer en ton av bitterhet.
Ansigterne (1968) är en roman om äktenskap och sammanbrott. Författaren Lise Mundus befinner sig i en kris. Hon känner sig splittrad mellan hemmets och äkta makens krav och sina egna behov att skriva. Situationen driver henne in i sinnessjukdom där hon ser ansikten och hör röster. Romanen är en av författarens mörkaste med sin precisa skildring av en kvinnas sammanbrott och vistelse på en sluten psykiatrisk avdelning samt hennes svåra väg tillbaka till ett så kallad normalt liv.
Ditlevsens sista roman Vilhelms rum (Vilhelms vaerelse 1975) har liksom Ansigterne tydliga självbiografiska drag. Även denna handler om författaren Lise Mundus psykiska och äktenskapliga kriser och slutar med hennes självmord. Romanen är löst uppbyggd men berättad med grotesk humor och uppslitande intensitet. Ett halvår efter utgivningen begick Tove Ditlevsen självmord.

#### Barnböcker
Tove Ditlevsen har skrivit tre barnböcker Annelise 13 år (Annelise - tretten år 1958), Annelise och herr Frandsen (Hvad nu Annelise 1960) och bilderboken Der var en gang en lille hest (1961). Medan tonen i Ditlevsens vuxenböcker genomgående är svart och pessimistisk, är den i barnböckerna optimistisk och med stark tro på sammanhållningens betydelse.

### Noveller
Ditlevsens noveller präglas av hennes förmåga att med några penseldrag skildra en människas hela situation. Karaktäristiskt för hennes noveller är deras mörka ton. Det handlar ofta om barn, men även om vuxna och gamla. De saknar kärlek, de missförstås och deras liv är svårt och hopplöst. Hennes talang för den korta berättelsen och skarpa blick och inlevelseförmåga framträder i hennes första novellsamling Den fulde frihed (1944) och i de efterföljande i Dommeren (1948) och Paraplyen (1952).
I den senare novellsamlingen Den onde lykke (1963) leker hon med en modernistisk författarteknik och i novellurvalet Frygt (1968) kan man följa utvecklingen i hennes novellistisk, i hennes stadigt större tekniska skicklighet och den stadigt stigande känslan av ångest.

### Minnen
Förutom att Ditlevsen använde sitt eget liv som stoff, skrev hon även rent självbiografiskt. I Flugten fra opvasken (1956) förekommer flera berättelser som bygger på minnen. I Barndom (1967) och Ungdom (1967) besöker hon åter uppväxtårens Vesterbro.
Stor uppmärksamhet skapade hon med Gift (1971) där hon öppet skrev om vänner och fiender, älskare och äkta män. Boken titel syftar på hennes fyra äktenskap, men också på giftet i de sprutor som hon blev beroende av.
Med titeln Kaere Victor (1993) utgavs Tove Ditlevsens brev till sin man under åren 1972–1976. Även prov på hennes journalistik har utgetts: Min nekrolog og andre skumle tanker (1973), Parenteser (1973) och En sibyllas bekännelser (En sibyllles bekendelser 1976). Hon redigerade under många år Familie Journalens frågespalt och ett urval med frågor och svar utkom 1969 med titeln Med venlig hilsen. År 2020 sände Danmarks Radio programserien Kære Tove Ditlevsen, om ämnen i frågespalten och intervjuer med kvinnor som skrivit och fått svar.

## Eftermäle
Ditlevsens eftermäle har jämförts med författaren Kerstin Thorvalls inflytande på den svenska litteraturhistorien. Ole Storm menade i Politiken att Ditlevsen är ett av Danmarks litteraturs största namn. Mette Winge och Anne Vindum har sammanfattat hennes eftermäle sålunda: "Berättelsen om hennes liv har fått fäste, liksom hennes sårbarhet, hennes hårda humor, hennes förmåga att ta sig in i andra människors liv och problem, inte minst i hennes memoarböcker."
För den danska filmatiseringen av romanen Barndommens gade (1986) spelade den danska artisten Anne Linnet in en skiva med samma titel med egna tonsättningar av Ditlevsens dikter.
Under 2000-talet fick Tove Ditlevsen en renässans i Danmark. 2015 hade pjäsen Tove! Tove! Tove! av konstnärskollektivet Sort Samvittighed(da) i regi av Elisa Kragerup(da) premiär. Den 8 april 2016 hade teaterpjäsen om Ditlevsen, hennes siste make Victor Andreasen(da) och författaren Klaus Rifbjerg, Toves værelse ("Toves rum") av Jakob Weis, urpremiär på Folketeatret i Köpenhamn med Paprika Steen som Tove Ditlevsen. Sedan 2015 ingår Tore Ditlevsen i Dansk Litteraturs Kanon, en uppdatering av litteraturdelen i Danmarks kulturkanon från 2004.

### Verk översatta till svenska
- Man har gjort ett barn illa (Man gjorde et barn fortræd) (översättning Elsa af Trolle, Fritze, 1942)
- En annan man och mor (For barnets skyld) (översättning Ingrid Påhlman, Medén, 1947)
- Barndomens gata (Barndommens gade) (översättning Gösta Carlberg, Kooperativa förbundet, 1948)
- Full frihet: noveller (översättning Kerstin Meding-Pedersen, Kooperativa förbundet, 1950)
- Annelise 13 år (Annelise tretten år) (översättning Ann Mari Falk, Svensk läraretidnings förlag, 1959) (Barnbiblioteket Saga, 367)
- Två som älskar varandra (To som elsker hinanden) (översättning Ann Mari Falk, Rabén & Sjögren, 1961)
- Annelise och herr Frandsen (Hvad nu Annelise?) (översättning Mirjam och Pelle Fritz-Crone, Svensk läraretidning, 1961) (Barnbiblioteket Saga, 409)
- Gift: hågkomster (Gift) (översättning Vanja Lantz, Rabén & Sjögren, 1973)
- Tidigt på våren (Erindringer: barndom, ungdom) (översättning Vanja Lantz, Rabén & Sjögren, 1974)
- Tove Ditlevsen om sig själv (Tove Ditlevsen om sig selv) (översättning Vanja Lantz, Rabén & Sjögren, 1975)
- Vilhelms rum (Vilhelms værelse) (översättning Vanja Lantz, Rabén & Sjögren, 1976)
- En sibyllas bekännelser (En sibylles bekendelser) (översättning Berit Skogsberg, Rabén & Sjögren, 1977)
- Bara för dig: dikter (urval och översättning Birger Hedén och Anita Johanson, Rabén & Sjögren, 1982)
- Boken om Tove (översättning Lillemor Jonsson [m.fl.], LL-förlaget, 1995)
- Ansiktena (Ansigtena, 1968). Översättning: Ninni Holmqvist. Natur & Kultur Allmänlitteratur. 2024. Libris h0d04t6mf3lxzk30. ISBN 9789127179202

### Verk ej översatta till svenska
- Pigesind. Dikter (1939)
- Blinkende lygter. Dikter (1947)
- Dommeren. Noveller (1948)
- Paraplyen. Noveller (1952)
- Vi har kun hinanden. Roman (1954)
- Kvindesind. Dikter (1955)
- Der var en gang en lille hest (1961)
- Flugten fra opvasken. Artiklar och essäer (1959) Den onde lykke. Noveller (1963)
- De voksne. Dikter (1969)
- Det runde værelse. Dikter (1973)
- Min nekrolog og andre skumle tanker. Artiklar och essäer (1973)
- Parenteser. Aforismer (1973)

## Priser och utmärkelser
- Carl Møllers Legat 1942[41]
- Emma Bærentzens Legat 1942
- Holger Drachmann-Legatet 1945
- Edith Rode-Legatet 1950[42]
- Tagea Brandts rejselegat for kvinder 1953
- Otto Benzons Forfatterlegat 1953[43]
- Emil Aarestrup Medaljen 1954[44]
- Boghandlernes gyldne Laurbær 1956
- Morten Nielsens Mindelegat 1958[45]
- Forlaget Fremads Folkebiblioteks legat 1959[46]
- Kulturministeriets barnbokspris 1959 för Annelise - tretten år
- Rektor frk. Ingrid Jespersens Legat 1966[47]
- Søren Gyldendal-priset 1971
- Jeanne og Henri Nathansens Mindelegat 1975[48]
- Dansk Forfatterforenings H.C. Andersen Legat 1975[49]